# Incrédulité

L'Incrédulité de saint Thomas, tableau du Caravage (1601).

L’incrédulité, à distinguer de l’insouciance, pose le principe, a priori, de l’inexistence de certaines réalités (expériences, approches, …) mal cernées ou mal connues.
- À l’inverse du nihilisme, qui milite pour la croyance (qu’il n’existe pas de sens), l’incrédulité se contente, à tort ou à raison, de rejeter ce qu’elle ignore (nouveauté, …)
- Parfois assimilée à la curiosité, elle débouche sur le combat contre les certitudes et les préjugés[réf. souhaitée] (voir Elizabeth Costello).